# Världsmästerskapet i curling för damer 2023
Världsmästerskapet i curling för damer 2023 ägde rum i Sandviken i Sverige mellan 18 och 26 mars 2023.

## Slutställning
| Placering | Lag         |
| --------- | ----------- |
| 1         | Schweiz     |
| 2         | Norge       |
| 3         | Kanada      |
| 4         | Sverige     |
| 5         | Italien     |
| 5         | Japan       |
| 7         | USA         |
| 8         | Turkiet     |
| 9         | Sydkorea    |
| 10        | Tyskland    |
| 11        | Danmark     |
| 12        | Skottland   |
| 13        | Nya Zeeland |